# Lycaena rauparaha
Lycaena rauparaha is een vlinder uit de familie van de Lycaenidae. De wetenschappelijke naam van de soort is voor het eerst geldig gepubliceerd in 1877 door Fereday. De soort komt voor in Nieuw-Zeeland.